# Mazda3
Mazda3 (i Japan og Amerika Mazda Axela) er en personbilsmodel i den lille mellemklasse fra den japanske bilfabrikant Mazda. Som efterfølger for Mazda 323 er den i 2003 introducerede bil størrelsesmæssigt placeret mellem Mazda2 og Mazda5. Teknisk set er Mazda3 identisk med Ford Focus og Volvo S40/V50.

## Første generation (BK, 2003−2009)
Den første generation af Mazda3 blev præsenteret på Frankfurt Motor Show i september 2003, i første omgang som femdørs hatchback med betegnelsen Mazda3 Sport. I februar 2004 fulgte den firedørs sedan. De var begge baseret på Fords C1-platform og blev fra juni 2003 bygget på Mazda-fabrikken i Hōfu i Japan.

### Navngivning
Efter at Mazda i 2002 med efterfølgeren for 626 havde droppet trecifrede modelbetegnelser og i stedet kaldt modellen Mazda6, fik også efterfølgeren for Mazda 323 den enklere betegnelse Mazda3. Også i Japan blev den hidtidige betegnelse Familia og i Amerika navnet Protégé afløst af Axela.

### Karrosserivarianter
Ligesom forgængeren 323 fandtes Mazda3 som firedørs sedan (Mazda3) og femdørs hatchback (Mazda3 Sport). De adskiller sig på fronten gennem et ændret forløb af motorhjelmen samt andre lygter og tågeforlygter.
I Europa er ca. 80% af de solgte Mazda3'ere hatchbacks.
- Bagfra
- Mazda3 sedan (2004–2006)
- Interiør

### Udstyr
Begge karrosserivarianter fandtes med basisudstyret Comfort, det komfortable Exclusive-udstyr og Top-udstyr.
I juni 2005 introduceredes specialmodellen Active, som udover Exclusive-udstyret havde metallak, automatisk klimaanlæg, tågelygter, kørecomputer og 16" alufælge.
I oktober 2007 blev modellernes priser og udstyr let ændret. Specialmodellen Active havde nu xenonlygter og sædevarme, hvorimod metallakken ikke længere var standardudstyr. Derudover kom specialmodellen Active Plus med alt Active-udstyret samt lædersæder, mobilt navigationssystem og Bose-autoradio med cd-skifter. Den anden specialmodel hed Kintaro og rådede over en spoilerpakke med modificeret kølergrill og sportsundervogn, 17" alufælge og alupedaler i kabinen. Denne pakke kunne kun kombineres med 2,0-litersmotorerne.

### Facelift
I juli 2006 introduceredes den faceliftede Mazda3. Optimeret drejningsmomentforløb og ny sekstrins manuel gearkasse i 2,0-liters benzinmodellen kendetegnede den faceliftede Mazda3.
Yderligere nyheder var forbedret støjdæmpning og nye hjul. For forbedret komfort introduceredes det nøgleløse adgangssystem Login og audioanlægget HDD Music Box med 20 GB harddisk. Udenpå var den faceliftede model kendetegnet gennem modificerede front- og hækskørter, baglygter og alufælge. Yderligere kendetegn var en anden gearknop, selehusker til forsædepassageren, nyt indtræk såvel som nye udvendige farver og mulighed for Bose-autoradio, lædersæder og fartpilot.
Alle motorer og de tre udstyrsvarianter samt specialmodellen Active blev i programmet.
- Mazda3 Sport (2006–2009)
- Bagfra
- Mazda3 Sedan (2006–2009)

### Mazda3MPS
De hidtidige motorvarianter blev i december 2006 suppleret af Mazda3 MPS (Mazda Performance Series) med 191 kW (260 hk) og 380 Nm (introduceret på Auto Mobil International 2006). Motoren kom fra Mazda6 MPS, hvilket gav bilen en acceleration fra 0 til 100 km/t på 6,1 sekunder og en elektronisk begrænset topfart på 250 km/t. Yderligere kendetegn for Mazda3 MPS var modificerede skørter hele vejen rundt, spærredifferentiale, 18" alufælge og alupedaler. Mazda3 MPS hører såmænd til verdens stærkeste serieproducerede, forhjulstrukne biler.

### Teknik
Bilen var teknisk set identisk med Ford Focus og Volvo S40/V50.
Nogle tekniske detaljer i overblik:
- Sikkerhedskabine
- Multipoint-indsprøjtning med lambdaregulering
- Overtryksvandkøling
- Forhjulstræk
- Hydraulisk 2-kreds bremsesystem med bremseforstærker
- Ventilerede skivebremser foran og skivebremser bagpå
- Elektronisk bremsekraftfordeling (EBD)
- Anti Blokerings-bremse System (ABS) med bremseassistent
- Elektronisk stabilitetsprogram (DSC) med antispinregulering TCS
- Servostyring, enten hydraulisk eller elektrohydraulisk (2,0 MZR)
- Kollisionsoptimeret sikkerhedsbremsepedal og -ratstamme

### Motorer
Ved introduktionen den 25. oktober 2003 kunne modellen fås med to benzinmotorer, og senere kom basisbenzinmotoren og commonrail-dieselmotoren fra PSA Peugeot Citroën med 80 kW (109 hk) til. Syv ud af ti solgte biler var benzinere, hvor markedsandelen for 1,6 MZR-motoren med 77 kW (105 hk) lå på 71% (august 2006).
Detaljer
- Aluminiumscylinderblok
- To overliggende, kædedrevne knastaksler
- Motor monteret på tværs foran forakslen
- Fire hængende ventiler pr. cylinder på alle motorer

I juni 2005 fik de to stærkeste dieselmotorer partikelfilter som standard.
| Model         | Cylindre | Ventiler | Slagvolume cm³ | Max. effekt kW (hk) / omdr. | Max. drejningsmoment Nm / omdr. | 0-100 km/t sek. | Topfart km/t |
| ------------- | -------- | -------- | -------------- | --------------------------- | ------------------------------- | --------------- | ------------ |
| Benzinmotorer |          |          |                |                             |                                 |                 |              |
| 1.4 MZR       | 4        | 16       | 1349           | 62 (84) / 6000              | 122 / 4000                      | 14,5            | 169          |
| 1.6 MZR       | 4        | 16       | 1598           | 77 (105) / 6000             | 145 / 4000                      | 11,2            | 182          |
| 2.0 MZR       | 4        | 16       | 1999           | 110 (150) / 6500            | 187 / 4000                      | 9,1             | 202          |
| 2.3 MZR DISI  | 4        | 16       | 2261           | 191 (260) / 5500            | 380 / 3000                      | 6,1             | 250          |
| Dieselmotorer |          |          |                |                             |                                 |                 |              |
| 1.6 MZ-CD     | 4        | 16       | 1560           | 66 (90) / 4000              | 215 / 1750                      | 12,2            | 174          |
| 1.6 MZ-CD     | 4        | 16       | 1560           | 80 (109) / 4000             | 240 / 1750                      | 11,6            | 182          |
| 2.0 MZ-CD     | 4        | 16       | 1998           | 105 (143) / 3500            | 360 / 2000                      | 9,9             | 203          |

## Anden generation (BL, 2009−)
Efter mere end 1,5 millioner producerede eksemplarer af forgængeren blev den anden generation af Mazda3 præsenteret på Los Angeles Auto Show i november 2008, i første omgang som firedørs sedan. Den femdørs hatchback fulgte på Bologna Motor Show i starten af december 2008. Begge varianter kom på markedet i april 2004 med delvist nye motorer og modificeret design.
Optikken er lænet mod Mazda6 GH, dog uden at forkaste grundformen fra første generation af Mazda3. Ved samme akselafstand på 2,64 m er målene kun øget en lille smule. De væsentligste forskelle i forhold til første generation ligger i de nye lyskanter på motorhjelmen, på siden og på bagagerumsklappen samt kølergrillen, som nu er udført i ét stykke og ligger dybere i stil med den i efteråret 2008 faceliftede Mazda RX-8 såvel som de større og tredimensionelle for- og baglygter.
- Bagfra
- Mazda3 Sedan (2009–2011)
- Cockpit

I USA fås bilen fortsat med to forskellige benzinmotorer, den ene på 2,0 liter med fire cylindre og 110 kW (150 hk) og den anden på 2,5 liter, som afløste den hidtidige 2,3'er. 2,5'eren kommer fra Mazda6, yder 125 kW (170 hk) og er udstyret med dobbelt udstødningsrør. Til det europæiske marked har 2,0-liters benzinmotoren fået direkte indsprøjtning DISI ("Direct Injection Spark Ignition") og yder nu 111 kW (151 hk). Dermed er brændstofforbruget faldet med ca. 20% og samtidig er effekten steget. Samtidig er der udviklet ny tændingsregulering, variabel ventilstyring såvel som en ny katalysator.
Den højeste udstyrsvariant udover Sports-Line er Mazda3 MPS (Mazda Performance Series). Modellen er udstyret med forgængerens 2,3-litersmotor med 191 kW (260 hk) og 380 Nm. Gennem vægtoptimering af bilen er brændstofforbruget faldet med ca. 8%.
Den 15. oktober 2011 introduceredes en faceliftet udgave af Mazda3 på det europæiske marked, som blandt andet har fået modificerede kofangere.
- Mazda3 Sedan (2011−)
- Mazda3 Sport (2011−)

| Model              | Cylindre | Ventiler | Slagvolume cm³ | Max. effekt kW (hk) / omdr. | Max. drejningsmoment Nm / omdr. | Gearkasse                       | Byggeår        |
| ------------------ | -------- | -------- | -------------- | --------------------------- | ------------------------------- | ------------------------------- | -------------- |
| Benzinmotorer      |          |          |                |                             |                                 |                                 |                |
| 1.6 MZR            | 4        | 16       | 1598           | 77 (105) / 6000             | 145 / 4000                      | 5 gear manuel                   | 2009 −         |
| 2.0 MZR            | 4        | 16       | 1999           | 110 (150) / 6500            | 187 / 4000                      | 5 gear automatisk "Activematic" | 2009 −         |
| 2.0 MZR-DISI       | 4        | 16       | 1999           | 111 (151) / 6200            | 191 / 4500                      | 6 gear manuel                   | 2009 −         |
| 2.3 MZR-DISI (MPS) | 4        | 16       | 2261           | 191 (260) / 5500            | 380 / 3000                      | 6 gear manuel                   | 2009 −         |
| 2.5 MZR1           | 4        | 16       | 2489           | 125 (170) / 6000            | 227 / 4500                      | 6 gear manuel                   | 2009 −         |
| Dieselmotorer      |          |          |                |                             |                                 |                                 |                |
| 1.6 MZ-CD          | 4        | 16       | 1560           | 80 (109) / 4000             | 240 / 2000                      | 5 gear manuel                   | 2009 − 11/2010 |
| 1.6 MZ-CD          | 4        | 8        | 1560           | 85 (115) / 3600             | 270 / 1750                      | 6 gear manuel                   | 11/2010 −      |
| 2.2 MZR-CD         | 4        | 16       | 2184           | 110 (150) / 3500            | 360 / 1800                      | 6 gear manuel                   | 2009 −         |
| 2.2 MZR-CD         | 4        | 16       | 2184           | 136 (185) / 3500            | 400 / 1800                      | 6 gear manuel                   | 2009 −         |

1 Kun for Nordamerika